# Homotoma bilineata
Homotoma bilineata är en insektsart som beskrevs av Crawford 1917. Homotoma bilineata ingår i släktet Homotoma och familjen Homotomidae. Inga underarter finns listade i Catalogue of Life.